# Saint-Gaudens
Saint-Gaudens là một xã trong vùng Occitanie, thuộc tỉnh Haute-Garonne, quận Saint-Gaudens, tổng Saint-Gaudens. Tọa độ địa lý của xã là 43° 06' vĩ độ bắc, 00° 43' kinh độ đông. Saint-Gaudens nằm trên độ cao trung bình là 372 mét trên mực nước biển, có điểm thấp nhất là 338 mét và điểm cao nhất là 558 mét. Xã có diện tích 33,18 km², dân số vào thời điểm 1999 là 10.845 người; mật độ dân số là 327 người/km².

## Thông tin nhân khẩu
| 1962   | 1968   | 1975   | 1982   | 1990   | 1999   |
| ------ | ------ | ------ | ------ | ------ | ------ |
| 10 699 | 11 792 | 12 148 | 11 644 | 11 266 | 10 845 |

## Nhân vật nổi tiếng
- Armand Marrast
- Elie Baup: huấn luyện viên bóng đá
- Guillaume Alexandre Thomas Pégot
- Guy Laffitte (1927-1998)
- Norbert Casteret (1897-1987): nhà nghiên cứu về hang động nhà văn.
- Pierre Berbizier
- Raymond-Théodore Troplong

## Địa điểm tham quan
- Nhà thờ lớn
- Tu viện Saint-Gaudens
- Nhà thờ Saint-Jacques